# Péronne (Saône-et-Loire)
Pour les articles homonymes, voir Péronne.
Péronne est une commune française située dans le département de Saône-et-Loire, en région Bourgogne-Franche-Comté.
Elle fait désormais partie du canton d'Hurigny, après avoir appartenu au canton de Lugny de 1790 à 2015.

## Géographie
Péronne est un village viticole du Haut-Mâconnais.

### Communes limitrophes
Les communes limitrophes sont  Azé, Burgy, Clessé, Lugny, Saint-Gengoux-de-Scissé, Saint-Maurice-de-Satonnay et Viré.

### Climat
Pour des articles plus généraux, voir Climat de la Bourgogne-Franche-Comté et Climat de Saône-et-Loire.
En 2010, le climat de la commune est de type climat océanique dégradé des plaines du Centre et du Nord, selon une étude du Centre national de la recherche scientifique s'appuyant sur une série de données couvrant la période 1971-2000. En 2020, Météo-France publie une typologie des climats de la France métropolitaine dans laquelle la commune est dans une zone de transition entre le climat océanique altéré et le climat océanique altéré et est dans la région climatique Bourgogne, vallée de la Saône, caractérisée par un bon ensoleillement (1 900 h/an), un été chaud (18,5 °C), un air sec au printemps et en été et des vents faibles.
Pour la période 1971-2000, la température annuelle moyenne est de 11,1 °C, avec une amplitude thermique annuelle de 18 °C. Le cumul annuel moyen de précipitations est de 840 mm, avec 10,6 jours de précipitations en janvier et 7,4 jours en juillet. Pour la période 1991-2020, la température moyenne annuelle observée sur la station météorologique de Météo-France la plus proche, « Mâcon », sur la commune de Charnay-lès-Mâcon à 14 km à vol d'oiseau, est de 12,3 °C et le cumul annuel moyen de précipitations est de 833,7 mm. 
La température maximale relevée sur cette station est de 39,8 °C, atteinte le 13 août 2003 ; la température minimale est de −21,4 °C, atteinte le 15 février 1956,,.
Les paramètres climatiques de la commune ont été estimés pour le milieu du siècle (2041-2070) selon différents scénarios d'émission de gaz à effet de serre à partir des nouvelles projections climatiques de référence DRIAS-2020. Ils sont consultables sur un site dédié publié par Météo-France en novembre 2022.

## Urbanisme

### Typologie
Au 1er janvier 2024, Péronne est catégorisée commune rurale à habitat dispersé, selon la nouvelle grille communale de densité à sept niveaux définie par l'Insee en 2022.
Elle est située hors unité urbaine. Par ailleurs la commune fait partie de l'aire d'attraction de Mâcon, dont elle est une commune de la couronne,. Cette aire, qui regroupe 105 communes, est catégorisée dans les aires de 50 000 à moins de 200 000 habitants,.

### Occupation des sols
L'occupation des sols de la commune, telle qu'elle ressort de la base de données européenne d’occupation biophysique des sols Corine Land Cover (CLC), est marquée par l'importance des territoires agricoles (70,7 % en 2018), une proportion sensiblement équivalente à celle de 1990 (70,1 %). La répartition détaillée en 2018 est la suivante : cultures permanentes (34,4 %), forêts (29,3 %), zones agricoles hétérogènes (22,4 %), terres arables (9,7 %), prairies (4,2 %). L'évolution de l’occupation des sols de la commune et de ses infrastructures peut être observée sur les différentes représentations cartographiques du territoire : la carte de Cassini (XVIIIe siècle), la carte d'état-major (1820-1866) et les cartes ou photos aériennes de l'IGN pour la période actuelle (1950 à aujourd'hui).

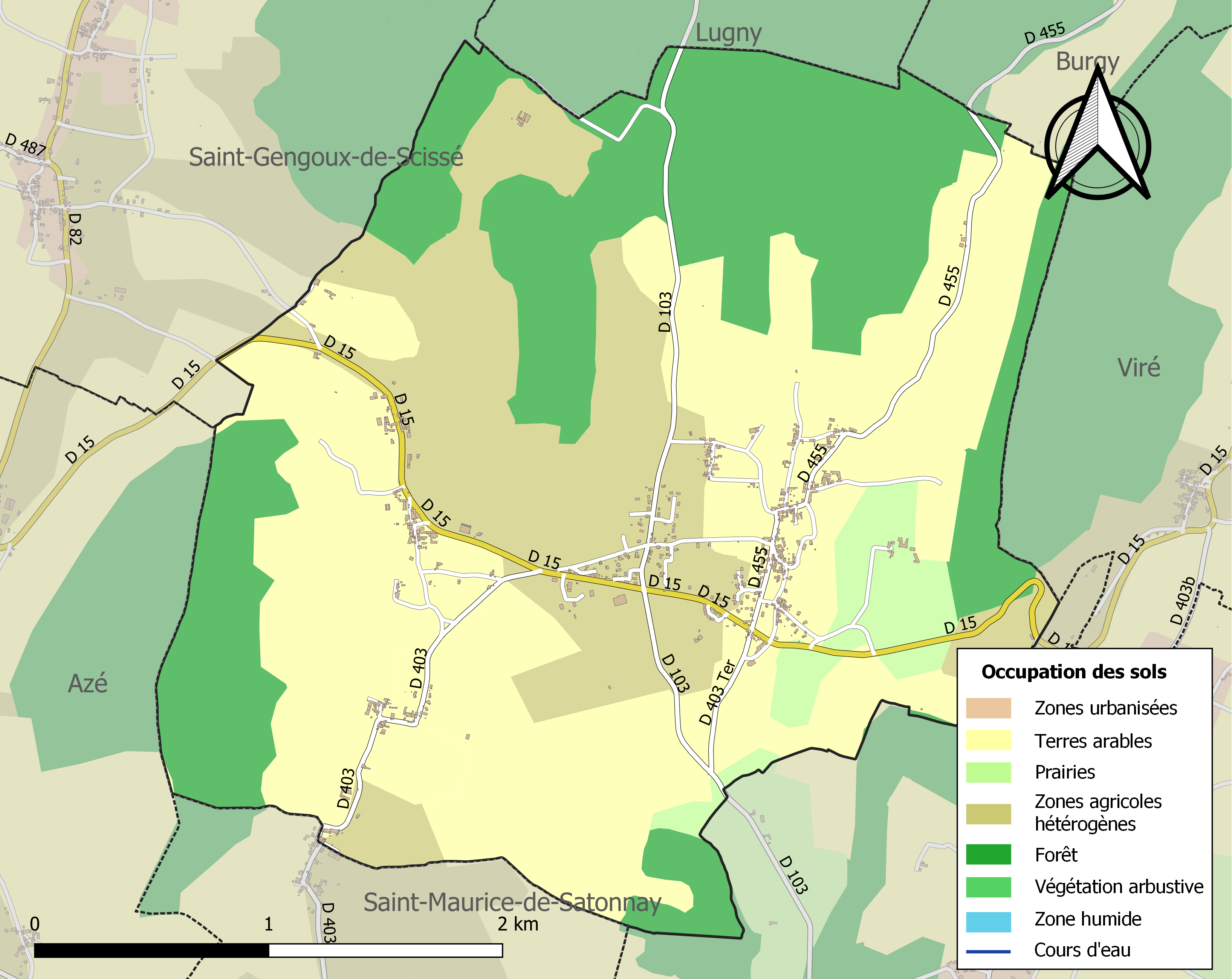
Carte des infrastructures et de l'occupation des sols de la commune en 2018 (CLC).

## Hydronymie
Un ruisseau appelé « l'Isérable » servait de limite entre Péronne et Saint-Pierre de Lanques, devenu aujourd'hui un hameau de la commune. Cet hydronyme est à rapprocher de celui de l'Isère en Dauphiné et de l'Isaar en Autriche. La racine est d'origine préceltique.

## Toponymie
Péronne tire son nom de l'anthroponyme Perros et du suffixe d’origine gauloise onna signifiant « la source ».

## Histoire

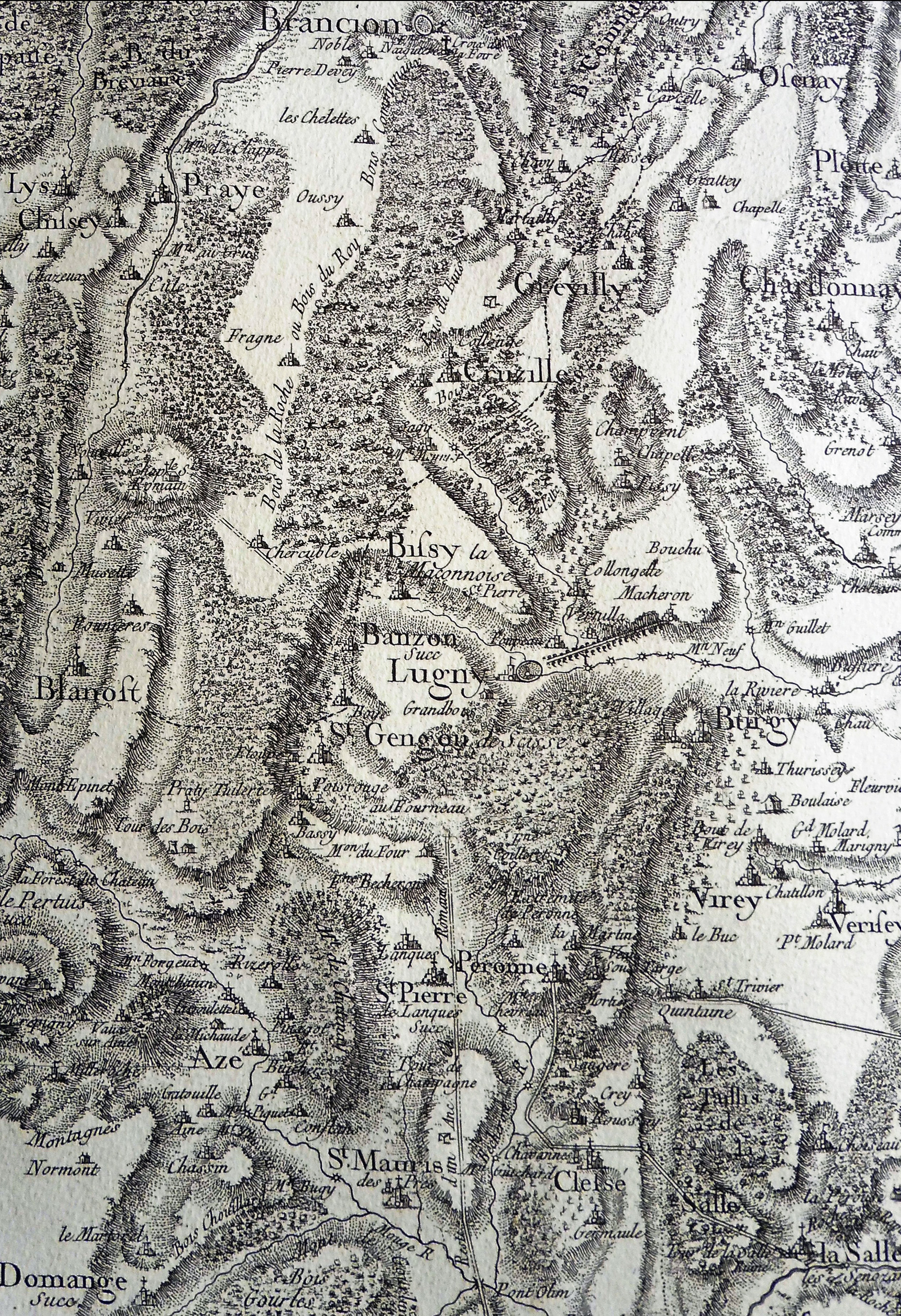
Péronne et les villages du Haut-Mâconnais en 1759, d'après la carte de Cassini. Remarquer le tracé d'ancienne voie romaine traversant le territoire de la paroisse.

De l'outillage lithique (en silex local) a été recueilli dans les hauts de la commune, au lieu-dit « Bérizy » (toponyme gaulois). En outre, début 1987, au lieu-dit « Le Mortier », a été découvert fortuitement un aven, gouffre profond dont l'exploration par le Spéléo-club d'Azé puis par la Fédération spéléologique de Bourgogne Sud a permis de découvrir une vaste salle (à laquelle on accède après avoir descendu un puits vertical de 23 mètres) d'où ont été extraits des ossements d'animaux ainsi que des silex et os travaillés (deux ans après la découverte du site, 25 tonnes d'argile avaient déjà été extraites « au seau » de la cavité, rendue plus accessible grâce à 70 marches cimentées).
Une voie romaine traverse le village d'est en ouest. Elle est rejointe à Saint-Pierre de Lanques (ancienne paroisse désormais rattachée à la commune de Péronne) par une autre voie, dont on a trouvé des restes d'empierrement.
Une tradition encore vivace aujourd'hui affirme que le roi de Bourgogne Gontran posséda un palais à Péronne dans lequel il promulgua un édit interdisant de travailler le dimanche. Il s'agit là d'un mythe forgé par les historiographes en l'absence de toute preuve archéologique ou textuelle, à partir d'une glose imaginative d'un clerc mâconnais du XVIIIe siècle qui affirmait que Péronne était un gros bourg à l'époque mérovingienne. Il n'existe pourtant dans le Mâconnais du VIe siècle aucune agglomération d'importance en dehors de Mâcon et de Tournus. Quant au village de Péronne, il ne se structure sans doute qu'à partir du Xe siècle, moment auquel le toponyme apparaît dans les chartes de Cluny. Gontran a certes publié un édit le 10 novembre 585 faisant suite au concile de Mâcon, mais depuis la ville de Péronne située dans le diocèse d'Amiens, alors pôle politique et démographique d'importance doté d'une forte légitimité historique, mais qui toutefois ne se trouvait pas dans le royaume de Gontran, mais en Neustrie, gouvernée par Chilpéric. Cela n'avait pas échappé à Alfred Boretius qui en avait édité le texte à la fin du XIXe siècle.
1790 : à la création des cantons, la commune de Péronne est rattachée au canton de Lugny, alors composé de douze communes.
8 janvier 1934 : fondation du Syndicat intercommunal des eaux du Haut-Mâconnais, auquel appartiennent Péronne et neuf autres communes (Lugny, Burgy, Clessé, Viré, Saint-Maurice-de-Satonnay, Vérizet, Bissy-la-Mâconnaise, Cruzille et Montbellet), rejointes le 16 août 1934 par Plottes, Chardonnay et Uchizy (puis par Farges et Grevilly en 1938 et par Saint-Gengoux-de-Scissé, Azé et Igé après-guerre).
1954 : première année de fonctionnement de la colonie de vacances de Péronne, centre fondé au hameau du Carruge par l'Union départementale de l'inter-syndicale CGT du Cher (dénommé « centre Jean Andros »).
1972 : création du Syndicat intercommunal à vocation multiple (SIVOM) du canton de Lugny (siège en mairie de Lugny), auquel adhèrent Péronne et treize autres communes du Haut-Mâconnais, avec pour objet : la couverture des dépenses d'investissement et de fonctionnement du collège de Lugny, la réalisation d'une maison de retraite, la création et le fonctionnement de tous services sociaux (tels que dispensaire, aide à domicile par exemple), la réalisation de travaux d'assainissement, le ramassage d'ordures ménagères et l'entretien de la voirie communale.
1993 : fondation de la communauté de communes des coteaux de la Haute-Mouge (avec Saint-Maurice-de-Satonnay, Azé et Clessé), ayant Azé pour siège. À cette première communauté de communes a succédé, le 1er janvier 2003, la communauté de communes du Mâconnais - Val de Saône (siège à Lugny), résultant de la fusion de trois intercommunalités (celles du Haut-Mâconnais, de la Haute-Mouge et du Mâconnais-Val de Saône) et totalisant une population de 7 336 habitants.
Août 2002 : entrée en service de la déchetterie intercommunale, créée au profit des communautés de communes de la Haute-Mouge (Azé) et du Mâconnais-Val de Saône (Lugny).

## Politique et administration

### Liste des maires

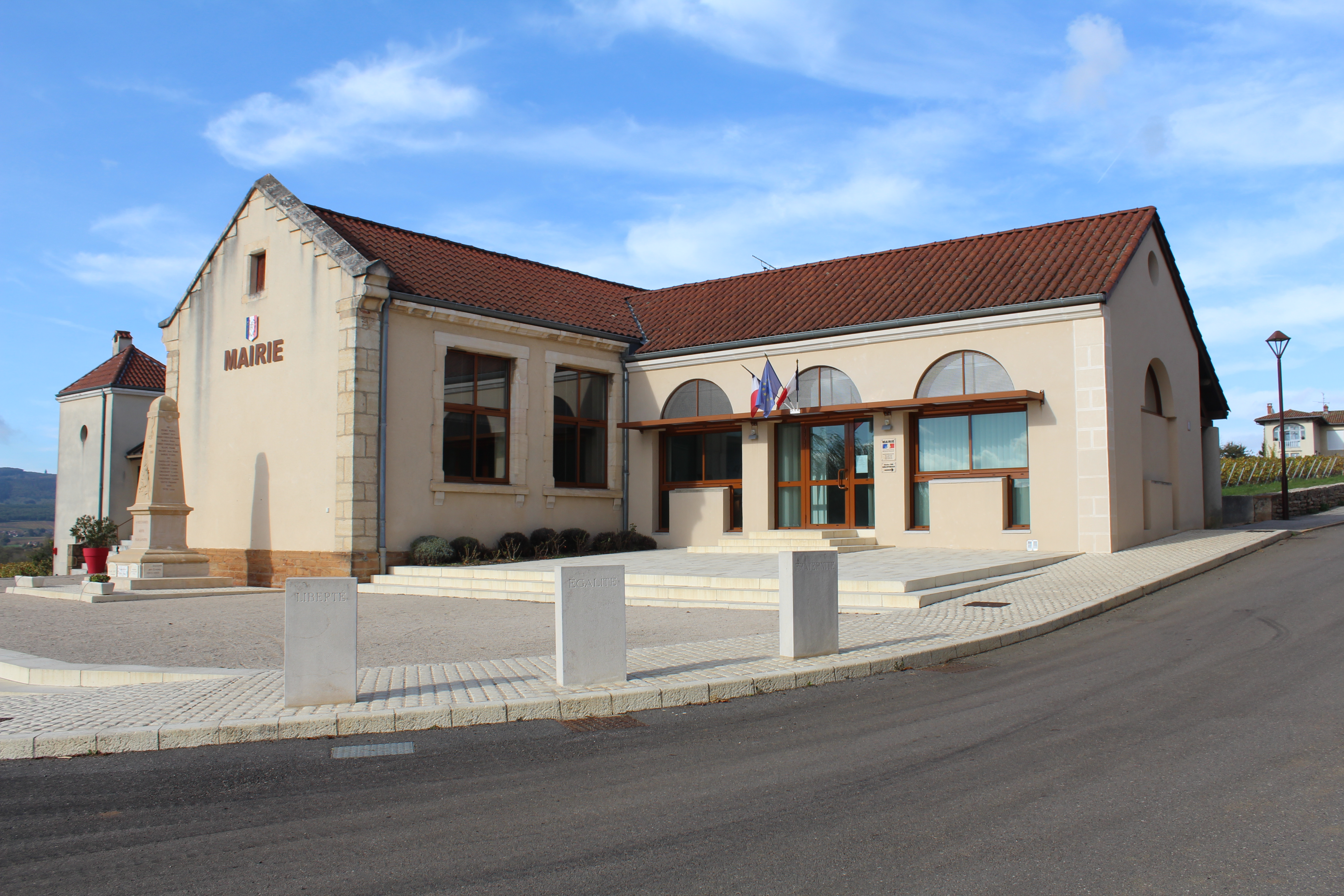
Mairie.

| Période                                  | Période      | Identité           | Étiquette | Qualité |
| ---------------------------------------- | ------------ | ------------------ | --------- | --- |
|                                          |              | M. Rougemont       |           | |
| 1978                                     | 1989         | Aimé Blouzard      |           | Viticulteur et éleveur bovin. Décédé le 15 décembre 1998 à l'âge de 62 ans. Élu maire après avoir été premier adjoint, réélu lors des élections municipales de 1989. Président de la caisse locale de Groupama.    |
| 1989                                     | juin 1995    | Mme Rougemont      |           | |
| juin 1995                                | mars 2001    | Maurice Péhu       |           | Élu après avoir été premier adjoint au maire. |
| mars 2001                                | 31 mars 2016 | Paul Brunet        | SE        | Né à Ciry-le-Noble en 1939. Responsable de l'agence du Crédit agricole de Lugny, puis directeur de la Cave de Lugny de 1971 à 1998. Décoré de la croix de chevalier de l'ordre du Mérite agricole en janvier 1987. |
| 11 avril 2016                            | En cours     | Jean-Pierre Pacaud | SE        | |
| Les données manquantes sont à compléter. |              |                    |           | |

### Intercommunalité et canton
Péronne, après avoir appartenu à la communauté de communes du Mâconnais-Val-de-Saône (siège à Lugny), avait adhéré à la communauté d’agglomération du Mâconnais-Val de Saône (CAMVAL), ancienne communauté d'agglomération regroupant 26 communes. Le 1er janvier 2017, la CAMVAL a fusionné avec la communauté de communes du Mâconnais Beaujolais pour former la communauté d'agglomération Mâconnais Beaujolais Agglomération, structure dont Péronne dépend désormais (avec 38 autres communes).
Péronne, commune qui relevait du canton de Lugny depuis 1790, appartient depuis 2015 au canton d'Hurigny, à la suite du nouveau découpage territorial de Saône-et-Loire entré en vigueur à l'occasion des élections départementales de 2015 (découpage défini par le décret du 18 février 2014, en application des lois du 17 mai 2013). Le canton d'Hurigny, tel qu'il se présente depuis cette réforme, est constitué de communes qui appartenaient auparavant à trois anciens cantons : le canton de Lugny (14 communes), le canton de Mâcon-Nord (12 communes) et le canton de Mâcon-Sud (2 communes).

### Sécurité

L'unité de gendarmerie à laquelle la commune de Péronne est rattachée est la brigade de Lugny.

## Démographie
L'évolution du nombre d'habitants est connue à travers les recensements de la population effectués dans la commune depuis 1793. Pour les communes de moins de 10 000 habitants, une enquête de recensement portant sur toute la population est réalisée tous les cinq ans, les populations de référence des années intermédiaires étant quant à elles estimées par interpolation ou extrapolation. Pour la commune, le premier recensement exhaustif entrant dans le cadre du nouveau dispositif a été réalisé en 2006.

En 2022, la commune comptait 666 habitants, en évolution de +1,99 % par rapport à 2016 (Saône-et-Loire : −1,06 %, France hors Mayotte : +2,11 %).
| 1793 | 1800 | 1806 | 1821 | 1831 | 1836 | 1841 | 1846 | 1851 |
| ---- | ---- | ---- | ---- | ---- | ---- | ---- | ---- | ---- |
| 620  | 666  | 653  | 715  | 728  | 791  | 781  | 826  | 808  |

| 1856 | 1861 | 1866 | 1872 | 1876 | 1881 | 1886 | 1891 | 1896 |
| ---- | ---- | ---- | ---- | ---- | ---- | ---- | ---- | ---- |
| 733  | 768  | 764  | 763  | 724  | 691  | 637  | 537  | 538  |

| 1901 | 1906 | 1911 | 1921 | 1926 | 1931 | 1936 | 1946 | 1954 |
| ---- | ---- | ---- | ---- | ---- | ---- | ---- | ---- | ---- |
| 565  | 594  | 565  | 482  | 448  | 411  | 410  | 385  | 362  |

| 1962 | 1968 | 1975 | 1982 | 1990 | 1999 | 2006 | 2011 | 2016 |
| ---- | ---- | ---- | ---- | ---- | ---- | ---- | ---- | ---- |
| 324  | 377  | 349  | 361  | 407  | 454  | 497  | 614  | 653  |

| 2021 | 2022 | - | - | - | - | - | - | - |
| ---- | ---- | - | - | - | - | - | - | - |
| 668  | 666  | - | - | - | - | - | - | - |

## Vie locale

### Enseignement

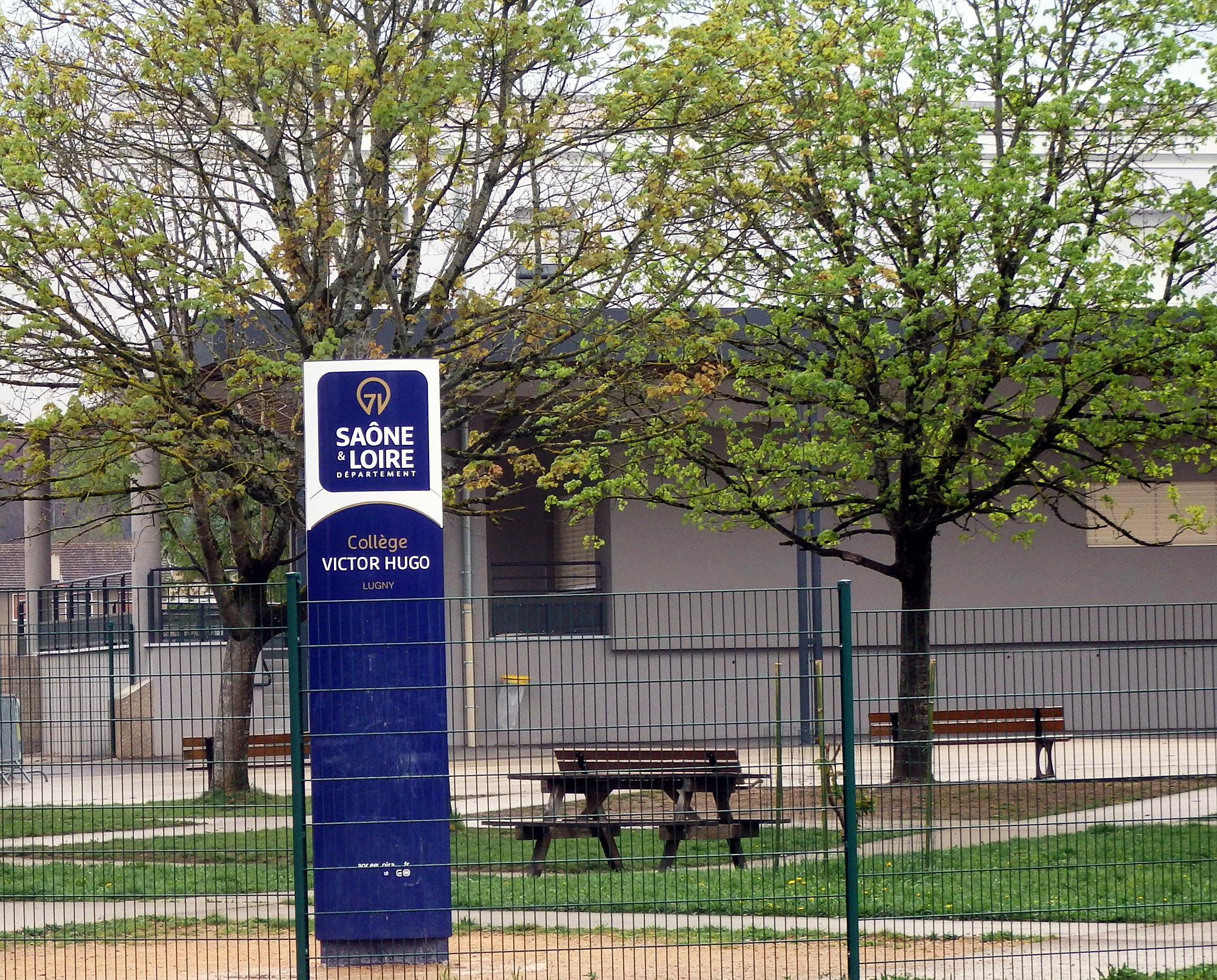
Le collège public Victor-Hugo de Lugny, entré en service en 1977 et dont la carte scolaire s'étend à 19 communes.

En 1981 a été fondé le RPI (regroupement pédagogique intercommunal) regroupant les écoles de Péronne et de Saint-Maurice-de-Satonnay.
Pour l'enseignement secondaire, Péronne, avec dix-huit autres communes, relève de la carte scolaire du collège « Victor Hugo » de Lugny.

### Culte
Péronne appartient à l'une des sept paroisses composant le doyenné de Mâcon (doyenné relevant du diocèse d'Autun) : la paroisse Notre-Dame-des-Coteaux en Mâconnais, paroisse qui a son siège à Lugny et qui regroupe la plupart des villages du Haut-Mâconnais.
C'est un peu avant la dernière guerre que la paroisse de Péronne, en même temps que Clessé, fut définitivement rattachée à celle de Lugny pour le culte (à la suite de la création de la communauté pastorale de Lugny, fondée à l'initiative de l'abbé Joseph Robert).

### Médias

#### Journal municipal
La commune de Péronne édite chaque année un bulletin municipal.

#### Journal local (quotidien)
Le Journal de Saône-et-Loire est un quotidien régional français diffusé en Saône-et-Loire, dont le siège se trouve à Chalon-sur-Saône. Les abonnés et les acheteurs réguliers de ce journal demeurant sur le territoire de Péronne et du Haut-Mâconnais reçoivent l'édition de Mâcon.

## Culture locale et patrimoine

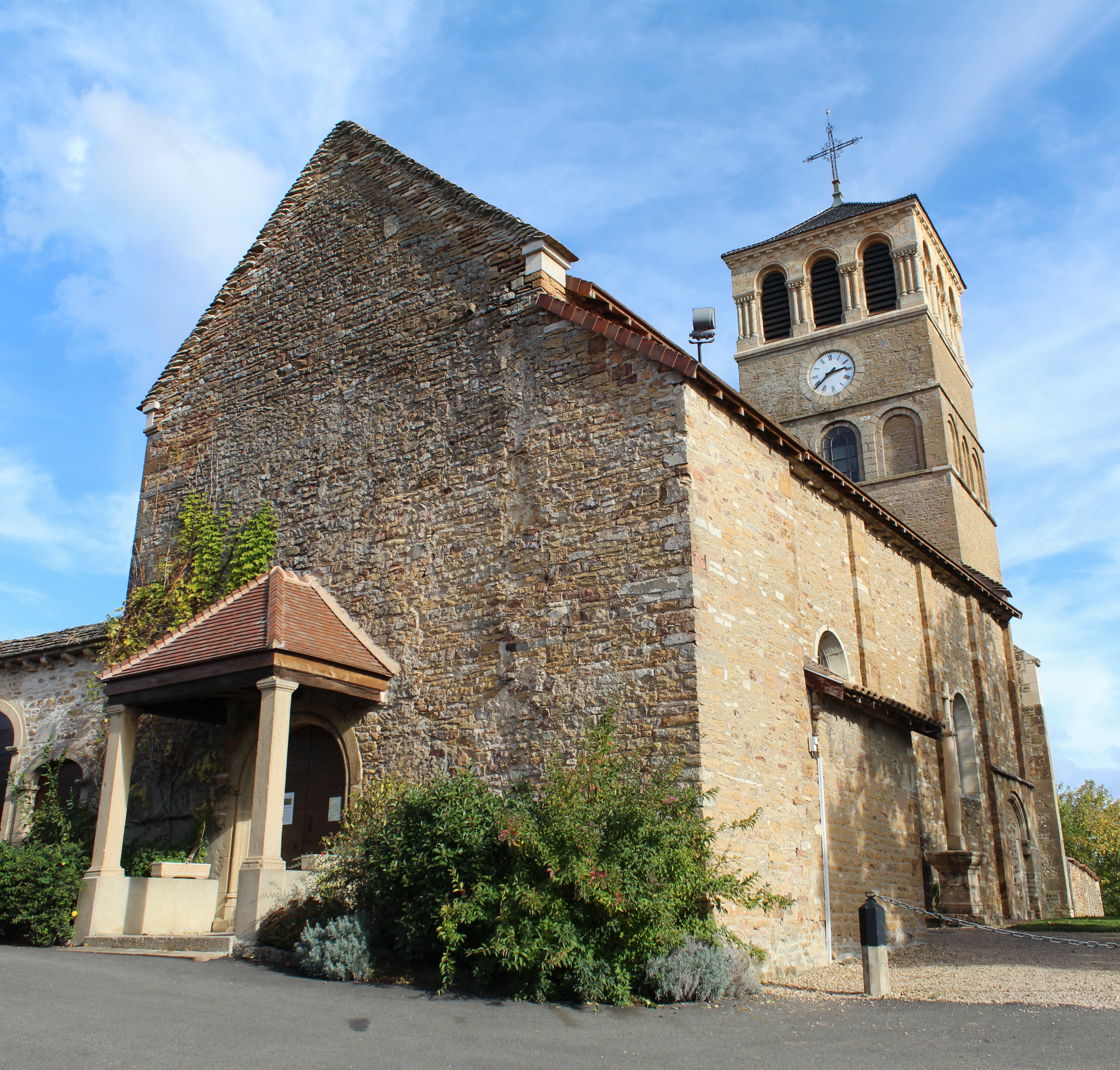
L'église Sainte-Madeleine de Péronne.

### Lieux et monuments
Parmi les lieux et monuments attachés à l'histoire de Péronne figurent :
- l'église Sainte-Madeleine.
- le château de la Tour-Penet, propriété de Suzanne de Lamartine du Villars, chanoinesse de Salles, qui le légua en 1842 à son neveu, Alphonse de Lamartine.
- le château de Vaux-sous-Targe.
- au hameau du Carruge : puits inséré dans un cul-de-four aménagé dans l'épaisseur du mur d'une maison[22].
- au nord-ouest de la commune : le site d'une ancienne voie romaine, orientée sud-est/nord-ouest, dont on devine encore le tracé. « On voit au couchant de ce village des débris d'un grand chemin pavé totalement abandonné ; la tradition l'appelle Le chemin des Romains. Ils s'en servaient pour aller à Autun. On laboure dessus en plusieurs endroits ; en d'autres il est couvert de bois, et quelques fois ruiné. » écrivait le curé de Péronne au milieu du XVIIIe siècle[23].

### Personnalités liées à la commune
- Alphonse de Lamartine, poète et homme politique, qui posséda une petite propriété au hameau du Carruge.

## Pour approfondir